# Artanes
Artanes (en griego antiguo: Ἀρτάνης) fue un príncipe de la antigua Persia, hijo del sátrapa Histaspes, y hermano de Darío I.
Entregó a su única hija, llamada Frataguna, en matrimonio a su hermano Darío, así como toda su hacienda como dote. Esto se hizo en gran parte porque Artanes no tenía herederos varones, por lo que este hecho mantendría la propiedad de Artanes en la familia.

Posteriormente fue uno de los distinguidos persas que lucharon y cayeron en la batalla de las Termópilas.